# Cymbopetalum brasiliense
Cymbopetalum brasiliense är en kirimojaväxtart som först beskrevs av Vell., och fick sitt nu gällande namn av George Bentham och Henri Ernest Baillon. Cymbopetalum brasiliense ingår i släktet Cymbopetalum, och familjen kirimojaväxter. Inga underarter finns listade i Catalogue of Life.